# Doutor Montenegro (U-16)
Doutor Montenegro (U-16) — річкове шпитальне судно ВМС Бразилії.
Підпорядковуючись командуванню Флотилії Амазонки (9-й військово-морський округ), воно забезпечує надання допомоги (медичної та стоматологічної), а також медичні рекомендації для жителів прирічкових територій. Для цього судно має хірургічний центр, рентгенівське обладнання, лабораторія аналізу, два стоматологічні кабінети та аптеку.
Медичний персонал корабля включає лікарів, стоматологів, фармацевтів та медсестер.

## Технічні характеристики
- Водотоннажність (тонна): 300 стандартне / 347-повне навантаження
- Розміри (м): 42 довжина
- Швидкість (вузли): 5
- Радіус дії (милі): 3200 при 5 вузлах
- Екіпаж: 50 осіб, включаючи медичний персонал
- Будівник: Верф CONAVE — Comércio e Navegação Ltda[1]